# Ernest Mélot
Ernest Alexandre Mélot (Namen, 8 juli 1840 - Lonzée, 18 augustus 1910) was een Belgisch volksvertegenwoordiger, senator en minister voor de Katholieke Partij.

## Biografie
Ernest Mélot was een zoon van de handelaar en bankier Etienne Mélot en Virginie Flahuteaux.
Hij promoveerde tot doctor in de rechten (1862) aan de Katholieke Universiteit Leuven en vestigde zich als advocaat aan de balie van Namen. Hij bleef aan de balie tot aan zijn dood en was stafhouder in 1883-1884.
Hij trouwde in 1869 met Marie Capelle, dochter van Martin Capelle en Jeanne Bouché. Ze kregen twee zonen: Auguste en Joseph.
Van 1878 tot 1884 was hij provincieraadslid van Namen. Hij was gemeenteraadslid en burgemeester van Namen van 1895 tot 1908. 
In 1884 werd hij verkozen tot katholiek volksvertegenwoordiger voor het arrondissement Namen en vervulde dit mandaat tot in 1894. In 1900 werd hij voor hetzelfde arrondissement verkozen tot senator voor de Katholieke Partij en bleef dit tot aan zijn dood. 
Van november 1890 tot maart 1891 was Mélot minister van Binnenlandse Zaken en Onderwijs in de homogeen katholieke regering van Auguste Beernaert.
In1895 bouwde hij een zomerresidentie op een 40 ha groot domein in Lonzée.
Hij was ook actief in de ondernemerswereld als beheerder van:
- Banque centrale de Namur,
- Glaces nationales belges à Saint-Roch (later voorzitter),
- Algemene Spaar- en Lijfrentekas (lid van de algemene raad),
- Sociétés des poêleries et fonderies russo-belges,
- Glaceries Germania à Porz-lez-Cologne (voorzitter),
- Compagnie générale des Philippines pour le développement du commerce et de l'industrie (voorzitter),
- Charbonnages du Corbeau au Berleur (voorzitter).

In Namen is de Boulevard Ernest Mélot naar hem genoemd.